# Pinklao

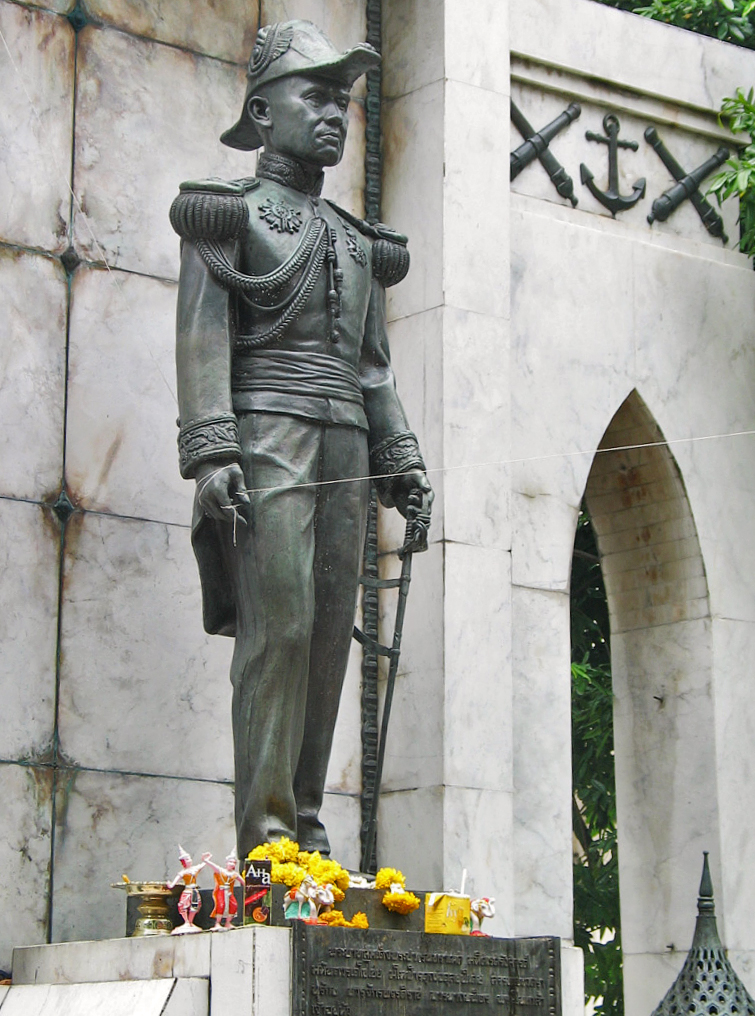
Statue von Phra Pinklao neben dem Nationaltheater

König Pinklao (Thai: พระบาทสมเด็จพระปิ่นเกล้าเจ้าอยู่หัว, andere Namen: Chaofa Krommakhun Itsaret, Prinz Chudamani; * 4. September 1808; † 7. Januar 1866) war der jüngere Bruder von König Mongkut (Rama IV.) von Siam. Er war der Sohn von König Phra Phutthaloetla Naphalai (Rama II.) und seiner Königin Sri Suriyendra.

## Leben
Als König Mongkut am 15. Mai 1851 um 7:30 Uhr den Königsthron von Siam bestieg, ernannte er seinen Bruder Prinz Chudamani zu seinem Uparat („Zweiter König“). Dieser nahm daraufhin den Namen Phra Pinklao an. David K. Wyatt vermutet, dass Mongkut deswegen seinen Bruder zum Zweiten König ernannte, weil er fürchtete, dieser würde ihm sein Amt streitig machen. Denn bereits vor seiner Krönung verfügte Prinz Chudamani über eine eigene Armee. Es war auch bekannt, dass der Prinz hoffte, selber zum König gekrönt zu werden.
Nach seiner Krönung wurde Phra Pinklao in königlicher Kriegsuniform auf einem reich geschmückten Elefanten zu seinem eigenen Palast geleitet. Die Artillerie feuerte einen Salut aus einundzwanzig Kanonen und eine Leibwache von 5000 Soldaten begleitete ihn. Sein Palast (พระราชวังบวรสถานมงคล, kurz: วังหน้า – Wang Na) lag gegenüber dem Großen Palast am Sanam Luang, heute befinden sich auf seinem Gelände die Thammasat-Universität, das Nationalmuseum Bangkok und das Nationaltheater.
Phra Pinklao war ein begeisterter Sänger der traditionellen Mo-Lam-Musik, nach deren Rhythmen er oft zu tanzen pflegte. Er interessierte sich besonders für europäische Kultur, er sprach fließend die englische Sprache und er drillte seine Truppen nach europäischem Vorbild. Bereits in den 1840er Jahren erwarb er in Europa eine Dampfmaschine, die er in ein Schiff einbauen ließ, mit dem er dann den Mae Nam Chao Phraya (Chao-Phraya-Fluss) auf und ab fuhr. Später legte er viel Wert darauf, seine Sammlung europäischer Waren zu vervollständigen. Im Jahr 1855 wurde sie von Sir John Bowring als „Museum von Modellen, nautischen und philosophischen Instrumenten und mannigfaltigen wissenschaftlichen und anderen Kuriositäten“ bezeichnet. Er benutzte seine Position als Zweiter König, um seine europäischen Freunde zu beeindrucken, wurde am Hofe jedoch zunehmend isoliert.
In den letzten fünf Jahren seines Lebens zwang ihn eine schwere Krankheit von allen öffentlichen Auftritten fernzubleiben. Er wurde von seinem Bruder König Mongkut aufopfernd gepflegt, bis er am 7. Januar 1866 im Alter von 58 Jahren verstarb.